# Tägermoos
Das Tägermoos ist ein 1,55 km² grosses Gebiet im Kanton Thurgau in der Schweiz zwischen dem Stadtrand der deutschen Stadt Konstanz und dem Siedlungskern der Schweizer Gemeinde Tägerwilen. Es liegt am Südufer des Seerheins und grenzt östlich an den Konstanzer Stadtteil Paradies sowie südöstlich an die Stadt Kreuzlingen (Ortsteil Emmishofen).
Seit 1831 hat es einen speziellen Status: Obwohl der Schweiz zugehörig, ist das Tägermoos eine Gemarkung der deutschen Stadt Konstanz, bestimmte Verwaltungsaufgaben werden von ihr wahrgenommen.

## Sonderstatus

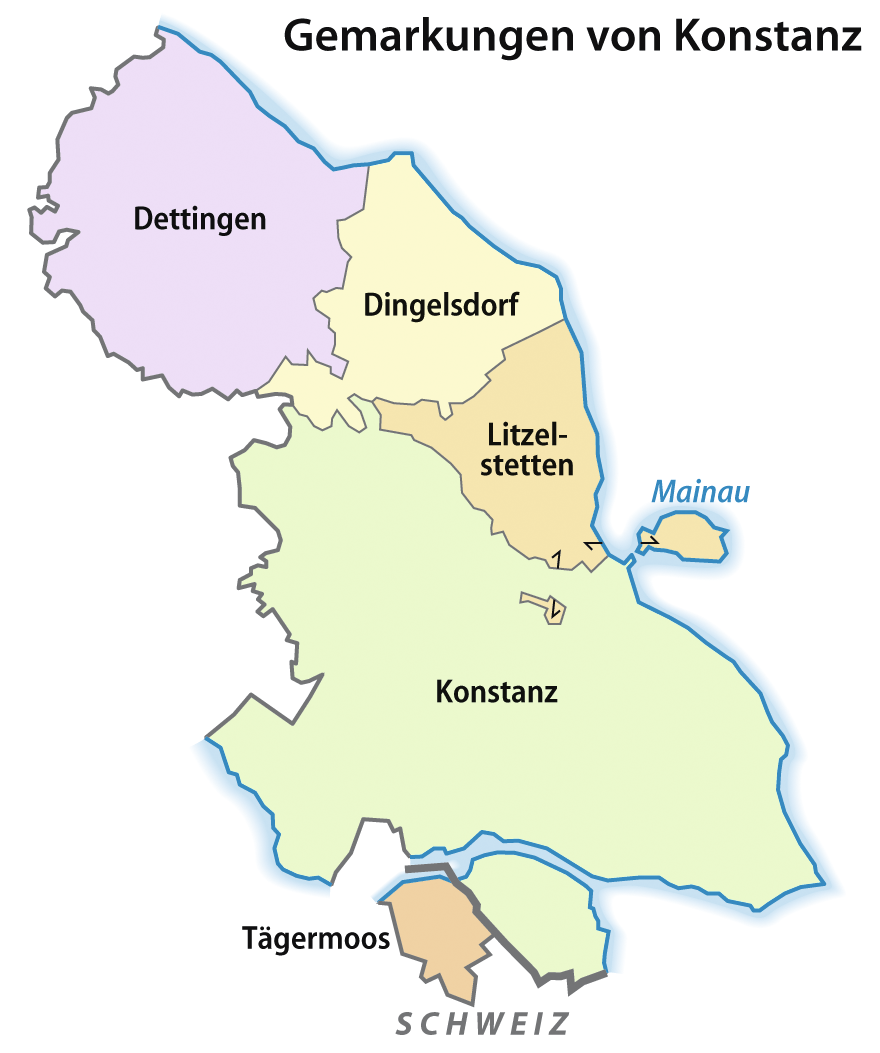
Gemarkungen von Konstanz

Aus dem Staatsvertrag vom 28. März 1831 erklärt sich der kuriose Status des Gebiets. Gemäss Vertrag gehört das Gebiet staatsrechtlich zur Schweiz und auf Gemeindeebene zu Tägerwilen. Allerdings übt die Stadt Konstanz bestimmte Verwaltungsaufgaben im Tägermoos nach Massgabe des thurgauischen Gemeinderechts aus; andere werden durch die Behörden von Tägerwilen ausgeübt. Insbesondere fällt auch die Vermessung und das Katasterwesen in die Zuständigkeit von Konstanz, wodurch das Tägermoos eine Gemarkung von Konstanz ist.
Statistisch wird es vom Schweizer Bundesamt für Statistik nicht mit eigener Arealnummer geführt, sondern unter der BFS-Nr. 4696 (Tägerwilen) mitgezählt. In Übereinstimmung damit wird das Tägermoos vom statistischen Landesamt Baden-Württembergs nicht erfasst.
Privatrechtlich sind etwa zwei Drittel des Bodens in Besitz der Stadt Konstanz, der Rest gehört Privatleuten und Schweizer Behörden. Einst eine sumpfige Allmende (Gemeindeweide), ist das Tägermoos heute drainiert und wird als Ackerland mit Schwergewicht auf dem Gemüsebau und für Kleingärten genutzt. Am östlichen Rand des Tägermooses liegen die Gemeinschaftszollanlage Tägermoos sowie ein kleinerer Grenzübergang („Gottlieber Zoll“).
Auf Gemeindeebene sind die Aufgaben zwischen der Stadt Konstanz und der Gemeinde Tägerwilen aufgeteilt.

### Kompetenzbereich Konstanz
In den Kompetenzbereich der Stadt Konstanz fallen folgende Bereiche:
- Vermessung und Grundbuchführung durch das Städtebau- und Vermessungsamt, womit das Tägermoos ausdrücklich eine eigene Gemarkung der Stadt Konstanz bildet (§ 3 des Tägermoosstatuts). Dadurch kommt das in Deutschland übliche Gauss-Krüger-Koordinatensystem und nicht die Schweizer Landeskoordinaten zur Anwendung. Auch das Höhensystem unterscheidet sich vom System der restlichen Schweiz, was dazu führt, dass zwischen dem Tägermoos und dem Rest der Gemeinde Tägerwilen ein vermessungstechnischer Absatz von 25 cm verläuft.
- Bau und Unterhalt der Feldwege (in der Landschaft sieht man die doppelte Zuständigkeit an den Verkehrsschildern: Das Höchstgeschwindigkeitsschild an der Hauptstrasse Tägerwilen-Konstanz ist ein schweizerisches, die Fahrverbotstafeln mit Vermerk „Anlieger frei“ an den Einfahrten zu den Feldwegen sind deutsch.)
- Die Ahndung „kleiner Feldfrevel“ (§ 4).
- Versorgung mit Wasser und Gas durch die Stadtwerke Konstanz.

### Kompetenzbereich Tägerwilen

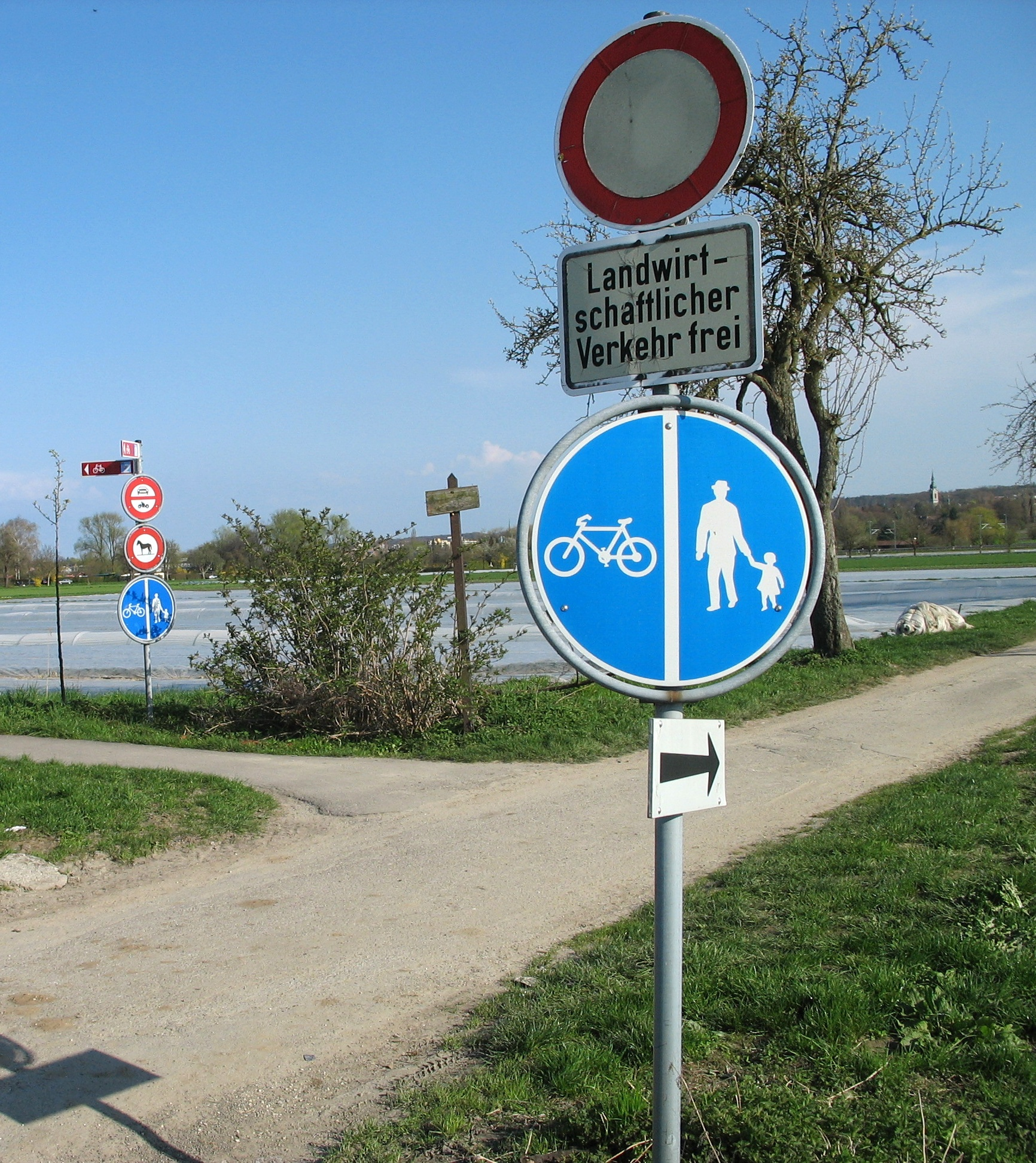
Deutsches Verbotszeichen (oben) und Schweizer Velo- und Fusswegsignal (unten); im Hintergrund weitere Schweizer Signale

In den Kompetenzbereich von Tägerwilen gehören folgende Aufgaben:
- Entscheide über Baugenehmigungen.
- Diverse seit 1831 hinzugekommene Verwaltungsaufgaben. Einige Juristen sind allerdings der Ansicht, dass durch den Zuwachs kommunaler Aufgaben seit dem Abschluss des Staatsvertrages eine rechtliche Lücke entstanden sei.

Auch für die Besteuerung der Grundstücke gibt es im Staatsvertrag eine Ausnahmeregelung: Grundstückseigentümer, die in Konstanz wohnen, bezahlen keine entsprechende Vermögenssteuer und Einkommenssteuer an die Gemeinde Tägerwilen. Bei ihnen wird lediglich die Vermögenssteuer des Kantons Thurgau über den entsprechenden Grundstücks-Verkehrswert erhoben; Grundbesitzer mit Wohnsitz im Thurgau sind immerhin von der Schweizer Vermögenssteuer befreit.

### Überarbeitung des Staatsvertrags
Ungeachtet dieser Regelungen vertritt der Rechtshistoriker Hans-Wolfgang Strätz die Ansicht, dass der Stadt Konstanz durch das Tägermoosstatut de jure der Status einer Gemeinde des Thurgaus mit allen Rechten und Pflichten zukomme, selbst wenn sie einige davon nicht wahrnehme.
Im Februar 2006 kündigten die Gemeinden Konstanz, Tägerwilen und Kreuzlingen an, den 175 Jahre alten Staatsvertrag überarbeiten zu wollen. Dadurch soll Rechtssicherheit für weitere Bauvorhaben auf dem Gebiet entstehen. Da die Rechtsnachfolger der einstigen Vertragspartner, das Land Baden-Württemberg und der Kanton Thurgau, heute nicht mehr berechtigt sind, Staatsverträge dieser Art zu schliessen, muss die Änderung des Rechtsstatus auf Ebene der Bundesregierungen stattfinden. Auf Schweizer Seite muss zudem eine Volksabstimmung in den betroffenen Gemeinden stattfinden. Die Gemeinden konnten sich bislang (Stand 2019) nicht auf einen neuen Vertrag einigen, strittig sind steuerrechtliche Punkte.

## Geschichte

### Mittelalter und Frühe Neuzeit

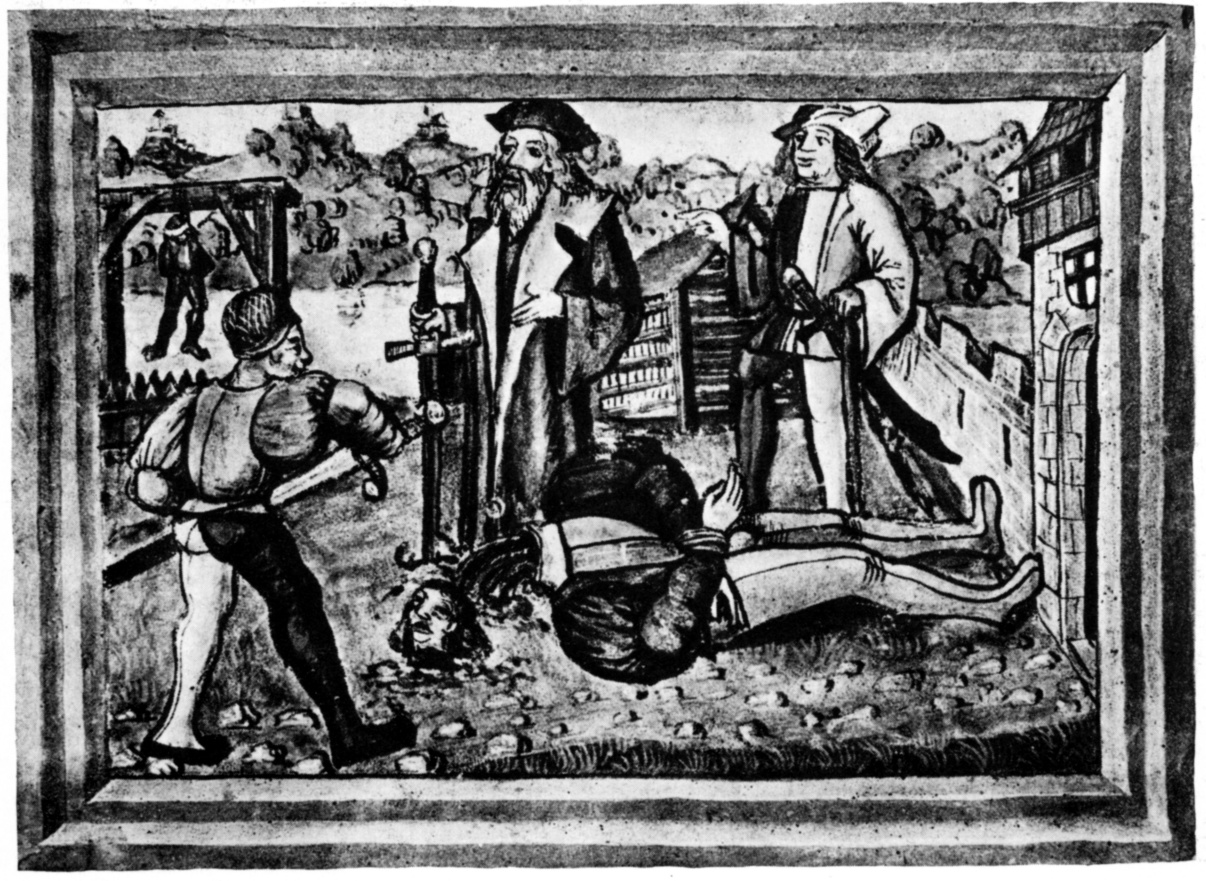
Enthauptung beim Galgen im Tägermoos 1506; im Hintergrund die Ziegelei (Luzerner Chronik des Diebold Schilling d. J., 1513)

Das Tägermoos gehörte im Frühmittelalter zum Thurgauer Besitz des Bistums Konstanz, der sogenannten Bischofshöri. Bischof Hermann I. von Arbon (Amtszeit 1138–1165) schenkte das Gelände dem 1142 gegründeten Schottenkloster Konstanz St. Jakob im Paradies. Am 31. August 1294 kauften Rat und Gemeinde der Stadt Konstanz dem Schottenkloster die Wiesen im Tägermoos ab, um sie als Gemeindeweide (Allmende) zu nutzen. Die Verwendung als Viehweide ist seit dem 13. Jahrhundert belegt und änderte sich nicht grundlegend bis zur Privatisierung des Geländes nach 1800. Auf dem ausserhalb der Stadtmauern gelegenen Weideland wurde 1384 ein Galgen errichtet, der bis ins 18. Jahrhundert als konstanzische Richtstätte diente (1833 wurde er abgebrochen). Ab 1446 ist zudem eine städtische Ziegelei belegt, später „Ziegelhof“ genannt, in der bis ins 19. Jahrhundert Ziegelsteine gebrannt wurden.
Durch den Schwabenkrieg 1499 mit der Schlacht bei Schwaderloh, die sich bis ins Tägermoos vor die Mauern von Konstanz ereignete, verlor die Freie Reichsstadt Konstanz das Landgericht Thurgau, das sie seit 1417 als Pfand innegehabt hatte (siehe hierzu auch Gerichtsherrenstand im Thurgau). Ab diesem Zeitpunkt lag das Tägermoos von Konstanz aus gesehen im feindlichen Ausland. Die niedere Gerichtsbarkeit über die Thurgauer Gebiete (Vogtei Eggen, Raitigericht sowie das Gericht Altnau), also auch das Tägermoos, übte die Stadt Konstanz weiterhin aus, während die Blutgerichtsbarkeit beim Landgericht im thurgauischen Frauenfeld lag. Während die Siedlungen im Paradies, damals noch Eggenhusen genannt, bereits im 14. Jahrhundert nach Konstanz eingemeindet werden konnten, gelang die Zuordnung des Tägermooses zum Stadtbezirk nicht.
Das Paradies, im Osten des Tägermooses gelegen, wurde im Dreissigjährigen Krieg mit einer Befestigungsanlage und einem Festungsgraben versehen, die einen zweiten Verteidigungsring gegen Angriffe von der südlichen Rheinseite bildeten. Das Tägermoos selbst lag ausserhalb dieses Rings, der die Siedlungen im Paradies und den „Brühl“, die städtische Festwiese, gegen feindliche Angriffe schützen sollte. Vom „Äusseren Paradieser Tor“, dem Durchgang der Befestigung, führte die „Heerstrasse“ durch das Tägermoos nach Ermatingen.

### Helvetisierung und Privatisierung um 1800

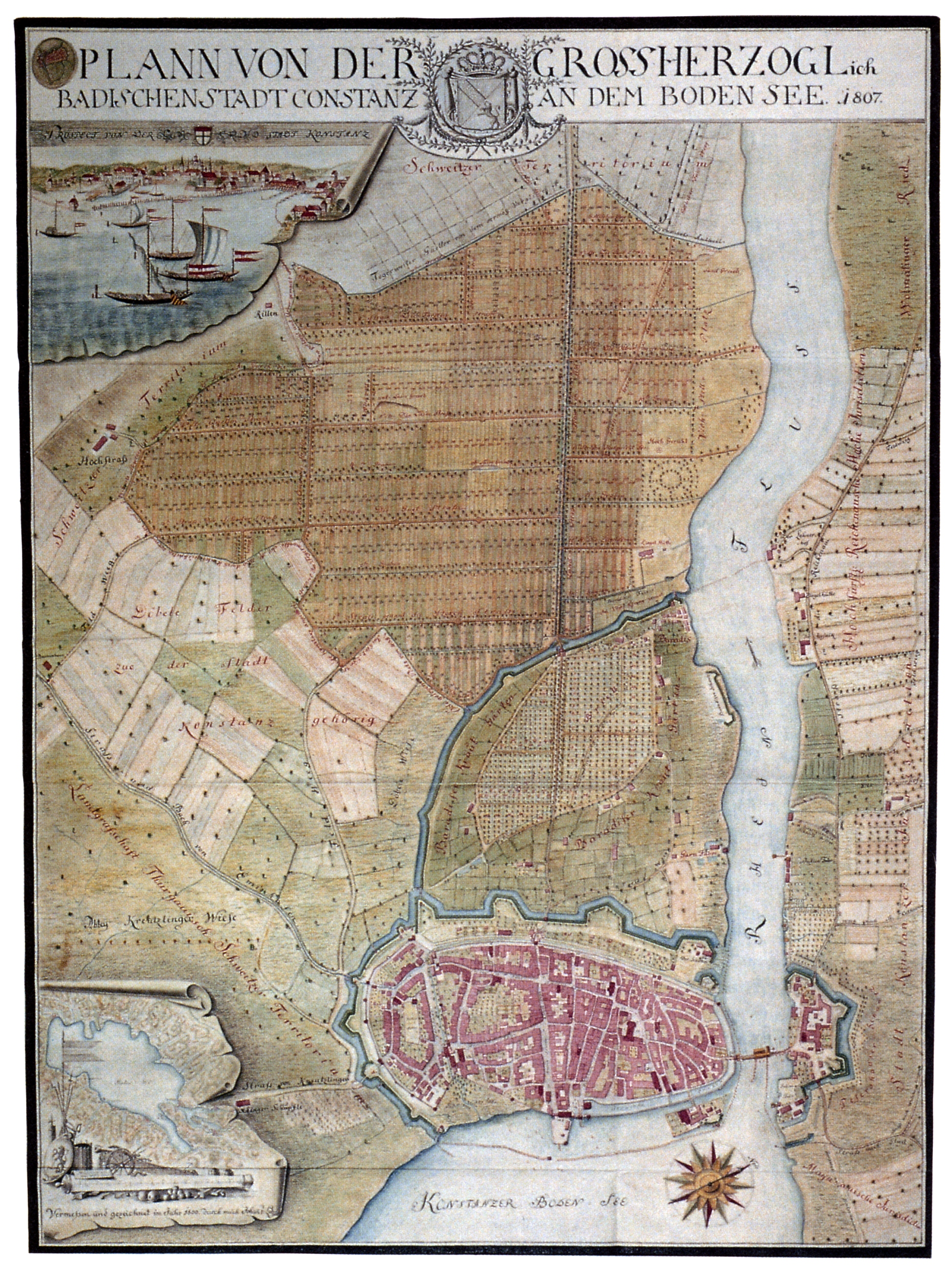
Gewestete Vermessungskarte von Konstanz (1807). Das Tägermoos liegt im oberen Drittel und ist braun koloriert. Die kleinteilige Aufteilung in Parzellen von 1800 ist gut zu erkennen, ebenso die Lage des Tägermooses ausserhalb der Befestigungsanlagen (blau). Der Ziegelhof ist noch das einzige Gebäude.

Mit dem Zusammenbruch der Alten Eidgenossenschaft und der Gründung der Helvetischen Republik im Jahr 1798 entstand ein Schweizer Nationalstaat, dessen Grenzen entsprechend der vormaligen Zugehörigkeit zum Gerichtsherrn festgelegt wurden. Die bestehenden Rechte der niederen Gerichtsherren auf Schweizer Territorium wurden beschnitten; massgeblich war für die Zuteilung zum Staatsgebiet nur die hohe Gerichtsbarkeit. Im Tägermoos hielten diese seit 1499 die Eidgenossen. Das Tägermoos wurde daher – wie die umliegenden Thurgauer Gebiete auch – staatsrechtlich der Schweiz zugesprochen, während die gewohnheitsmässigen Eigentums- und Nutzungsrechte der Stadt Konstanz erhalten blieben.
Im Jahr 1800, während Konstanz in den Koalitionskriegen französisch besetzt und der Kontrolle durch seinen vorderösterreichischen Landesherrn weitgehend entzogen war, liess der Magistrat der Stadt die Allmende Tägermoos systematisch vermessen und teilte sie in Parzellen auf, die unter den Bürgern verlost wurden. Was zuvor eine öffentliche Viehweide gewesen war, die jeder nutzen konnte, wurde nun in Flächen zu 18 Ar abgeteilt und verpachtet. Die meisten Parzellen wurden von ihren neuen Pächtern als Ackerland kultiviert und werden bis heute so genutzt. Es entstand eine Fläche kleinteiliger Felder mit komplizierten, bis in die Gegenwart häufig wechselnden Vertragsverhältnissen.

### Staatsvertrag von 1831
Die Stadt Konstanz behielt im Tägermoos Sonderrechte, die über das hinausgingen, was sonst für frühere Rechteinhaber auf den neu gebildeten Staatsterritorien der Fall war. Das Sonderstatut wurde 1831 in einem (heute noch gültigen) Staatsvertrag zwischen dem Grossherzogtum Baden und dem Kanton Thurgau festgehalten, der nur in beiderseitigem Einvernehmen kündbar ist (siehe auch: Territoriale Besonderheiten in Südwestdeutschland nach 1810).
Hintergrund des Staatsvertrags waren jahrelange Streitigkeiten um den Grenzverlauf. Im Thurgau war man der Ansicht, dass das Tägermoos zum Kanton gehöre, und erhob von den Grundbesitzern Steuern. Der südbadische Seekreis war anderer Meinung und verlangte Steuerfreiheit für das Tägermoos; 1821 erhob er sogar unstatthafterweise Wegezoll auf der Strasse nach Tägerwilen. Ähnliche Streitigkeiten gab es in der Region um Gebiete bei Diessenhofen und Büsingen am Hochrhein; dort ging es um Besitztümer, die vor 1803 Schweizer Klöstern gehört hatten und die nun zu Baden gehörten.
Erst 1829 einigten sich die Parteien; am 28. März 1831 wurde der Staatsvertrag unterzeichnet. Während Konstanz/Baden weiterhin Rechte im Tägermoos erhalten blieben, erhielt Diessenhofen im Gegenzug ähnliche Nutzungsrechte auf deutscher Seite, der sogenannten „Setzi“ bei Gailingen am Hochrhein, zugesprochen. Zur Grenzlinie zwischen dem badischen Konstanz und dem Kanton Thurgau wurde der alte Festungsgraben zwischen Paradies und Tägermoos erklärt. 1878 und 1938 folgten in beiderseitigem Einvernehmen weitere kleine Veränderungen des deutsch-schweizerischen Grenzverlaufs bei Konstanz, die das Tägermoos jedoch nicht betrafen.

### Tägermoos im Zweiten Weltkrieg
Ab Ausbruch des Zweiten Weltkriegs wurde der Grenzbachweg gesperrt und ein Grenzzaun errichtet. Nun mussten die offiziellen Grenzübergänge benutzt werden. Am 10. Mai 1940, dem deutschen Überfall auf die Niederlande, Belgien und Luxemburg wurde die Grenze zur Schweiz geschlossen, um einen Informationsfluss über die Schweiz nach Frankreich zu verhindern. Die Bauern des Paradieses konnten ihre Äcker im Tägermoos nicht mehr nutzen. Nach dem Waffenstillstand mit Frankreich konnten die Paradieser ab 24. August 1940 die Grenze einmal in der Woche wieder passieren und die Äcker wieder nutzen. Von deutscher Seite wurden Ablieferungsquoten für die Ernte vorgeschrieben.
Die friedliche Übernahme von Konstanz durch die Franzosen am Ende des Zweiten Weltkriegs geht auf Verhandlungen zurück, die im April 1945 auf Schweizer Hoheitsgebiet im Trompeterschlössli im Tägermoos zwischen Abgesandten aus Konstanz, Franzosen und Schweizer Amtsträgern geführt wurden.

### Tägermoos nach dem Zweiten Weltkrieg
Mit der Besetzung der Stadt Konstanz durch die Franzosen im Zweiten Weltkrieg wurde die Grenze wieder geschlossen.
Die Konstanzer durften ihre Zinsschulden in der Schweiz nach dem Zweiten Weltkrieg zunächst nicht abtragen. Das Entgegenkommen der Schweizerischen Kreditanstalt bewahrte die Konstanzer Eigentümer im Tägermoos vor dem Verlust ihrer Grundstücke. In den Plänen zur Schiffbarmachung des Hochrheins war das Tägermoos als Hafenbeckenareal ausgewiesen worden. Diese Pläne wurden von der baden-württembergischen Landesregierung Anfang der 1960er-Jahre aufgegeben.
Der Grenzzaun wurde in den 1990er-Jahren bis auf den Abschnitt zwischen Seerhein und Gottlieber Zoll abgebaut. Der Wehrmachtszaun wurde in diesem Abschnitt nur bis auf Gartenzaunhöhe coupiert und diente weiter dem Schutz der Grundstücke der Paradieser Bauern.
Zur 2006 angekündigten Überarbeitung des Staatsvertrags von 1831 siehe oben Überarbeitung des Staatsvertrags.

## Geographie

### Nutzung
Die Fläche des Tägermooses wird für Grünland, Gemüsefelder, Gewächshäuser, einen Badeplatz am Rhein und für Kleingärten genutzt.

### Geologie
Der Name „Tägermoos“ setzt sich aus dem althochdeutschen „tëgar“ = gross und „Moos“ zusammen, also grosses Moos, einer in Süddeutschland und der deutschsprachigen Schweiz häufigen Bezeichnung für Feucht- oder Moorgebiete. Tatsächlich handelt es sich geologisch gesehen nicht um einen aus Torf bestehenden Moorboden, sondern um ein Anmoor, einen Mineralboden mit einem sehr hohen Anteil unzersetzter organischer Masse.
Die nahen Thurgauer Hügel sind eiszeitliche Moränen, die aus Geschiebemergel gebildet sind. Ihnen vorgelagert ist ein 500 m breiter Saum von Beckentonen, die aus dem Gletschermaterial ausgewaschen wurden. Über diesem lagern Schnecklisande, eine mehrere Meter hohe Schicht aus Sedimenten früherer Wasserstände des Bodensees. Darin staut sich durch eingelagerte Tonschichten das Wasser, so dass sich Pseudogley bildet, ein Boden, der meistens durch Staunässe feucht ist, aber auch vollständig austrocknen kann. Direkt am Seerhein überdecken jüngste Flusssedimente die Schicht der Schnecklisande.
Das Areal des Tägermooses weist nur eine sehr geringe Steigung auf und liegt etwa einen bis zwei Meter über dem Wasserspiegel des Seerheins. Der feuchte Boden machte für die intensive landwirtschaftliche Nutzung eine umfangreiche Drainage notwendig und ist durch den hohen Humusgehalt sehr fruchtbar.

### Landwirtschaft

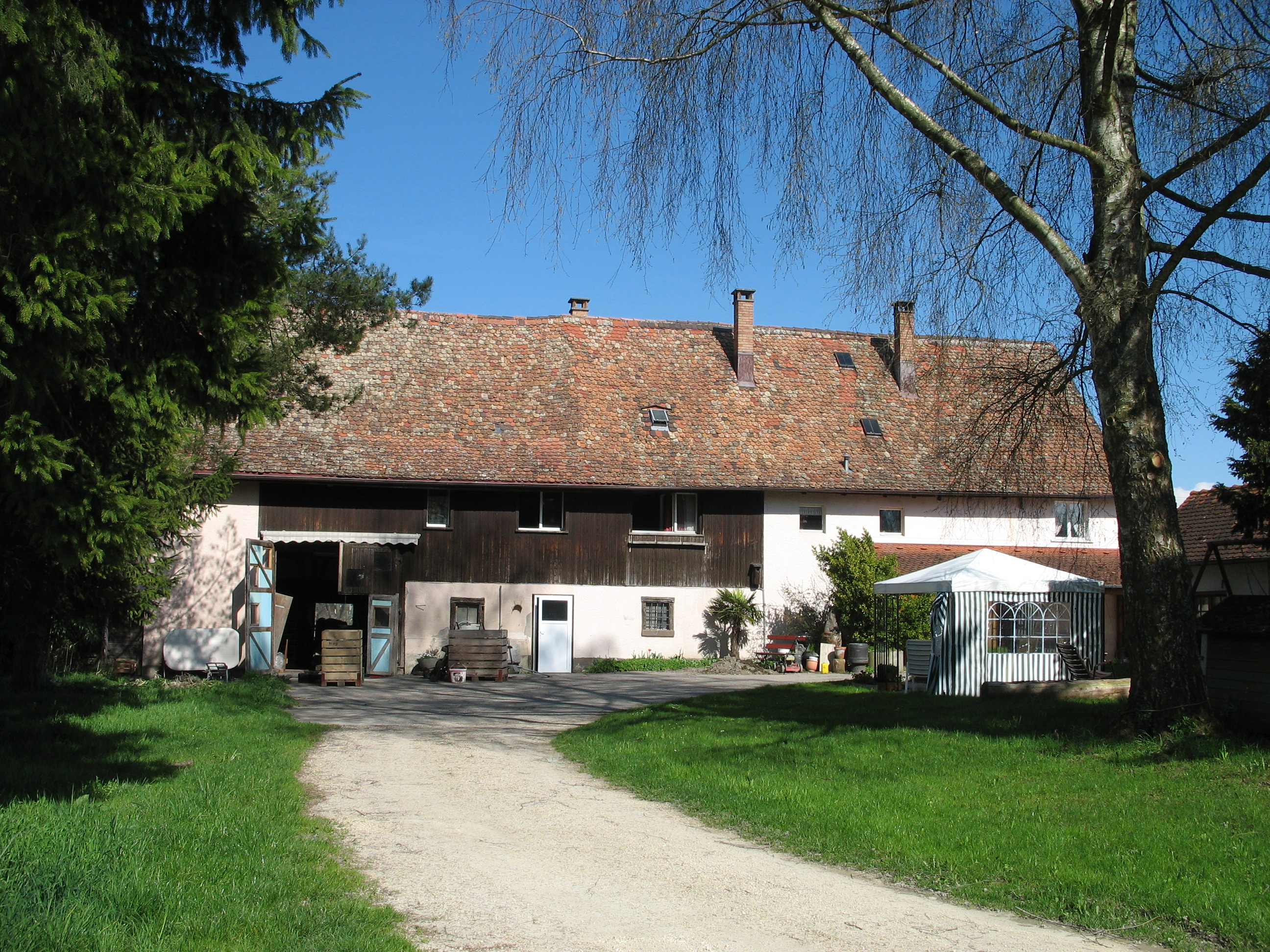
Gehöft „Ziegelhof“ im Tägermoos

Das Tägermoos ist Teil einer kleinteiligen landwirtschaftlichen Anbauregion, die sich an den Dörfern Tägerwilen und Gottlieben vorbei bis nach Ermatingen fortsetzt und im Süden von einem Hügelkamm begrenzt wird. Bereits im 18. Jahrhundert wurden im Tägermoos Kohlköpfe und Zwiebeln durch die Bauern des Paradieses angebaut. Der Schwerpunkt bei der landwirtschaftlichen Nutzung liegt auf dem Gemüseanbau, es gibt jedoch auch Apfelbäume und ein Kleingartengebiet. Es gibt sieben grössere Tägermoosgärtner. Entsprechend der Nachfrage wird die Produktion von Grobgemüse auf die von Feingemüse (Tomaten, Paprika, Gurken, Salate und Radieschen) umgestellt. Wegen der drohenden Zersiedelung wird die Genehmigung zum Gemüseanbau in Gewächshäusern nur mit Augenmass erteilt. Saisonarbeiter werden sechs bis sieben Monate im Jahr eingesetzt.

## Bebauung

### Liegenschaften
Im Tägermoos gab es 2009 sechs bewohnte Liegenschaften (Anwesen) mit insgesamt nur 20 Einwohnern: Die Funktion der Baubewilligungsbehörde wird von Tägerwilen wahrgenommen. Zum Stand 31. Dezember 2010 werden mindestens 66 Einwohner in den einzelnen Siedlungen des Tägermooses nachgewiesen.
1. Ziegelhof (≤3 Einwohner[17])
2. Zollhof
3. Trompeterschlössle (10 Einwohner[17])
4. Weiherstrasse (41 Einwohner[17])
5. Unter-Hochstrass

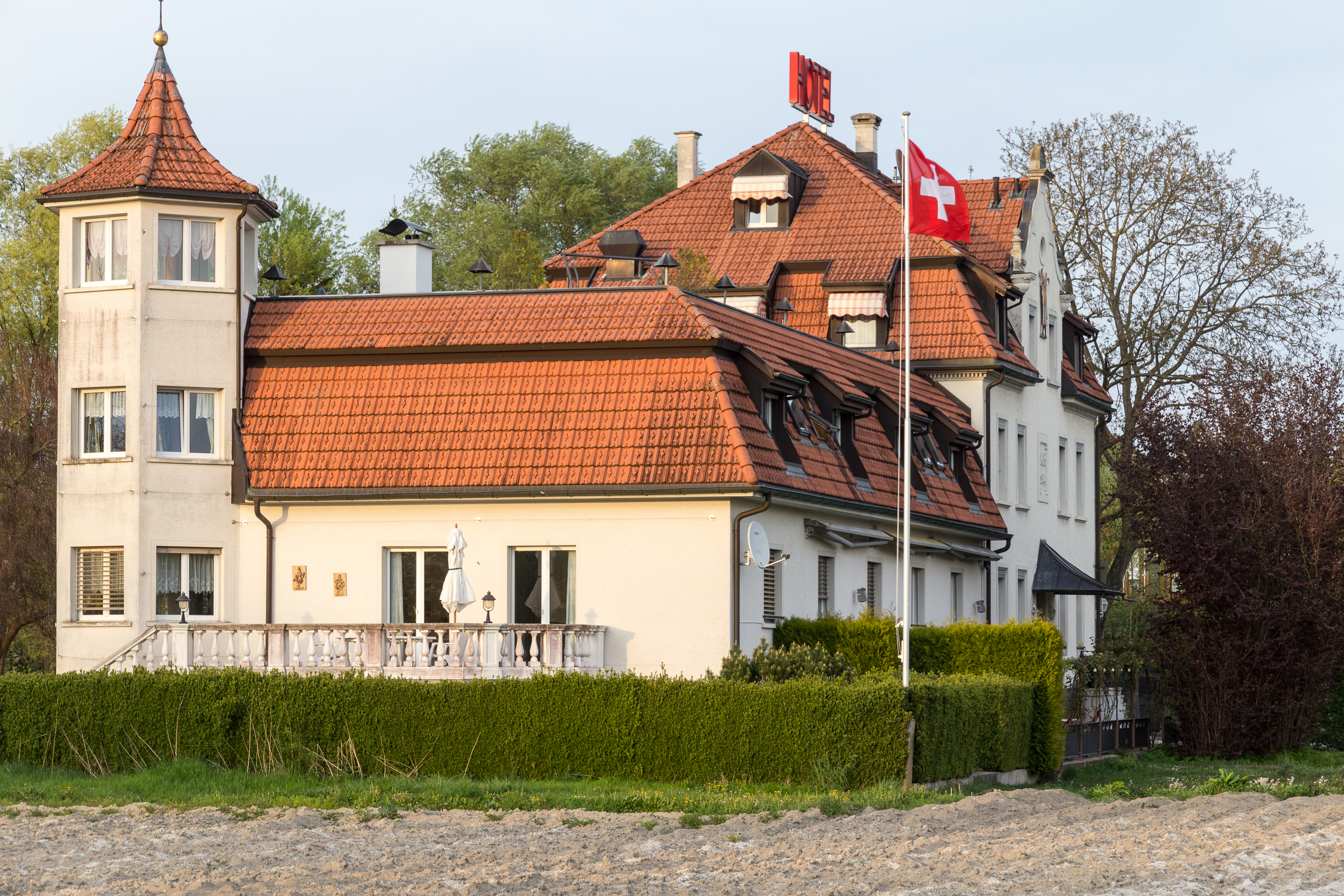
"Trompeterschlössli" im Tägermoos

6. Ribi-Brunnegg (Ribi mit 4 und Brunnegg mit 9 Einwohnern[17])

Der Ziegelhof ist bei weitem das älteste Gebäude des Tägermooses und war vier Jahrhunderte lang das einzige. Früher war das die städtische Ziegelhütte der Stadt Konstanz, die 1446 aus dem Ziegelgraben beim Ziegelturm in das Tägermoos versetzt wurde. Hier wurden noch bis Anfang des 19. Jahrhunderts Ziegel hergestellt. Etwas westlich des Ziegelhofs stand der städtische Galgen, der bis ins 19. Jahrhundert als Richtstätte diente. Beim Hauseingang zum Ziegelhof steht ein kleines Backhäuschen mit offenem Kamin aus dem 18. Jahrhundert. Dort wurde früher Brot für die Bewohner des Tägermooses gebacken. 1971 wurde auf dem Ziegelhof die Milchwirtschaft eingestellt und der Betrieb ganz auf Gemüsebau umgestellt.
Erst in der zweiten Hälfte des 19. Jahrhunderts kam das schweizerische Zollgebäude als zweite bewohnte Liegenschaft hinzu.
Das Trompeterschlössle wurde 1903/1904 vom Deutschen Anton Reiser als Wirtschaft mit Spezereiladen ohne Baubewilligung der Stadt Konstanz oder der Gemeinde Tägerwilen nur wenige Meter vom später errichteten Grenzzaun zu Konstanz erbaut. Im Saalanbau fanden früher Tanzveranstaltungen statt. Das Trompeterschlössli wird heute als Hotel genutzt.
Im Südosten reicht das Tägermoos bis an den 2,4 Hektar grossen Ziegelweiher in der Flur Sauöösch und hat einen guten halben Hektar Anteil daran. Seit dem Ende der 1940er-Jahre existiert dort die Siedlung Weiherstrasse im sogenannten Noppelsguet im Südosten des Tägermooses. Die Weiherstrasse selbst verläuft westlich des Ziegelweihers und überschreitet dann südlich des Weihers die Stadtgrenze von Kreuzlingen.
Später kamen die ebenfalls an Kreuzlingen angrenzenden Liegenschaften Unter-Hochstrass und Ribi-Brunnegg im Süden des Tägermooses hinzu.
Ausserdem liegen im Tägermoos vereinzelte Gewächshäuser und weitere landwirtschaftliche Nutzbauten. Ein Fussballplatz befindet sich im Gebiet Töbeli und wird von einem Kreuzlinger Fussballclub genutzt. Mit dem Tägerwiler Strandbad und dem Chuehorn stehen zwei Badeplätze zur Verfügung, an denen sich Restaurants befinden, die teils nur während der Badesaison geöffnet haben. Am Tägerwiler Strandbad gibt es Sporteinrichtungen, einen Grillplatz sowie ein jährliches Rockkonzert.

### Wegenetz
Entlang des Seerheins führt ein Spazierweg, der Rheinweg, vom Ziegelhof nach Gottlieben. Zwischen Ziegelhof und Strandbad Chuehorn wird er durch eine Pappelallee gesäumt. Im Abschnitt Strandbad Chuehorn bis Strandbad Tägerwilen (Badi) sind auch Weiden und andere standortgerechte Hölzer zugelassen.
Die Konstanzerstrasse, Teilstück der Hauptstrasse 16, durchquert das Tägermoos zwischen dem Konstanzer Stadtteil Paradies und Tägerwilen und wird täglich von 6'000 bis 10'000 Autos benutzt. Sie ist eine direkte Verbindung für 800 deutsche Grenzgänger pro Tag, die in Tägerwilen arbeiten. Neben der Konstanzerstrasse verläuft ein Fuss- und Radweg.

## Grenzübergang

### Gottlieber/Tägerwiler Zoll

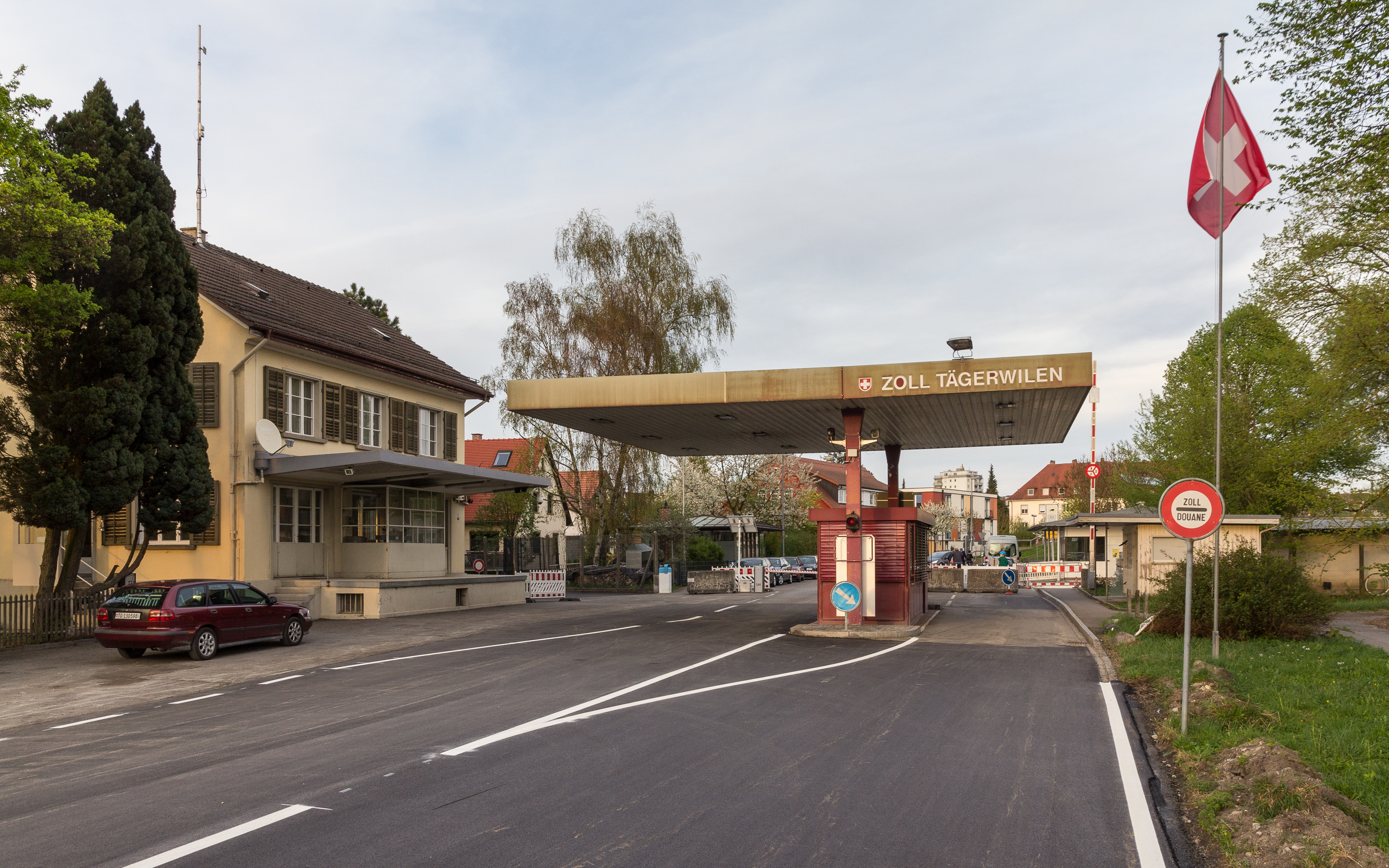
Zoll Tägerwilen vor der Wiederöffnung nach Strassensanierung

Seit 1803 gibt es im Tägermoos einen Grenzübergang zwischen Deutschland und der Schweiz, den „Gottlieber“ oder „Tägerwiler Zoll“. Er ist für die Konstanzer Landwirte zollfrei zu befahren. Die „offene Grenze“ des Tägermooses wurde zu allen Zeiten auch für Schmuggel benutzt. Bereits zu früheren Zeiten trieben Bauern hier ihr Vieh illegal über die Grenze, um es in der Schweiz zu verkaufen, ohne Zölle zu bezahlen oder um Exportbeschränkungen zu umgehen. Auch Schmuggel von Waren in die umgekehrte Richtung wurde des Öfteren aktenkundig. Insbesondere während der Wirtschaftskrise der 1920er-Jahre sollen die Paradieser Bauern durch den Schmuggel von Baustoffen und Luxuswaren deutlich über ihre Verhältnisse gelebt haben. Der Zoll Tägerwilen betreibt den kleinen Grenzübergang „Gottlieber Zoll“ an der Stelle des einstigen Äusseren Paradieser Tors. In der Nähe steht ein Umspannwerk der Stadtwerke Konstanz.
Konstanz ist Eigentümerin der Verbindungsstrasse zum Zoll und somit für deren Unterhalt und Betrieb zuständig.

### Grenzzaun 1940–2006
Dennoch wurde die Grenze nur selten vollständig geschlossen, während des Zweiten Weltkrieges von 1940–45 war dies der Fall, die Schliessung hielt bis 1946 an. Mit der Grenzschliessung wollten beide Staaten – die Schweiz wie das nationalsozialistische Deutschland – verhindern, dass sich Flüchtlinge in die Schweiz absetzten. Deutschland befürchtete zudem einen Transport von militärischen Informationen über die Grenze. Während des Zweiten Weltkriegs stationierte die Schweiz im Tägermoos wie in anderen deutsch-schweizerischen Grenzorten Truppen, um die Grenze zu schützen; es kam jedoch nie zu Übergriffen auf das neutrale Territorium der Schweiz.
Um die Grenze zu schliessen, errichteten Deutschland und die Schweiz einen 2,60 m hohen und 2700 m langen Grenzzaun aus Maschendraht und Stacheldraht, bei der Bevölkerung „Judenzaun“ genannt. Der erste Teil des Zauns zwischen Bahnhof und Kreuzlinger Zoll wurde 1939 von Schweizer Behörden errichtet und finanziert, die Abschottung des Tägermooses übernahm im November 1940 die zuständige deutsche Behörde in Stuttgart. Der bekannteste Grenzzwischenfall ist die Verhaftung des Widerstandskämpfers Georg Elser bei der Kreuzlinger Zollstation.
Erst im Oktober 2006 beschloss der Konstanzer Gemeinderat, den verbliebenen Grenzzaun im Tägermoos von 2,60 m auf die „Gartenzaunhöhe“ von 1,40 m zu stutzen. Der Zaun befindet sich heute überwiegend auf Privatgrundstücken. Ein 20 m langes Teilstück des Zauns soll als Mahnmal erhalten bleiben.

### Coronakrise 2020
Zu Beginn der COVID-19-Pandemie in Deutschland und in der Schweiz wurden sämtliche ordinären Grenzübertritte zwischen den beiden Staaten unterbunden. Davon war auch der Grenzübergang Tägermoos betroffen, der zum ersten Mal seit 1974 geschlossen wurde. Die Schliessung wurde von Grenzposten kontrolliert und durchgesetzt. Die Schliessung hatte erhebliche soziale und wirtschaftliche Folgen für Konstanz und Umgebung.

### Zollhof A7/B 33

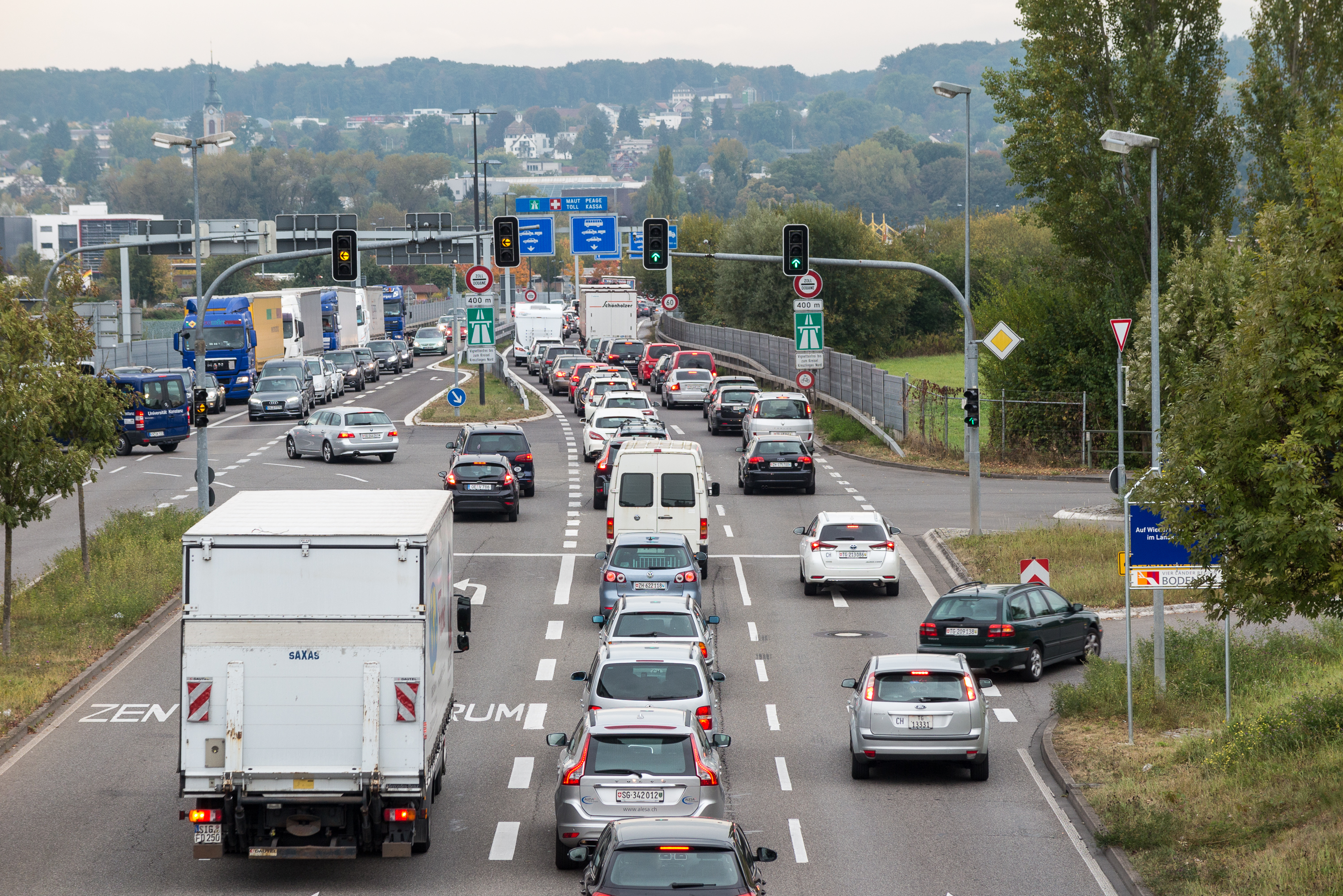
Zufahrt zum Autobahn-Zoll B33n/A7

Seit dem Jahr 2000 betreiben Deutschland und die Schweiz die Gemeinschaftszollanlage Tägermoos, deren grosser Zollhof die Schweizer Autobahn A7 und die deutsche B 33 verbindet und die innerstädtischen Grenzübergänge entlastet. Die Stadt Konstanz verkaufte zu diesem Zweck einen Teil ihrer Grundstücke im Tägermoos an die Eidgenössische Zollverwaltung. Angrenzend an den Zollhof befindet sich ein Kleingartengelände, das vom Zollhof durch einen Zaun getrennt ist. Die Kleingärten sind durch ein Tor (als Rettungsgasse für Notfälle) erreichbar. Die Verpachtung der Kleingärten im Tägermoos wird vom Konstanzer Liegenschaftsamt vorgenommen.
Im Rahmen ihrer Bodenpolitik plant die Stadt Konstanz, weitere Grundstücke von Privaten anzukaufen.

## Naturschutz
Die Flächen am Seerhein stehen unter Landschafts- und Naturschutz. Die Uferzone ist nur teilweise befestigt und wird an einer Stelle, dem Tägerwiler Strandbad (inoffiziell auch beim Chuehorn, 200 m rheinaufwärts), als Badestrand genutzt; ansonsten ist sie verschilft mit Laubbaumbewuchs. Das ganze Areal liegt im Schnitt nur etwa ein bis zwei Meter über dem Wasserspiegel des Seerheins, so dass es häufig zu Überschwemmungen kommt.

## Ausstellungen
- „Das Tägermoos – Ein deutsches Stück Schweiz“, Rosgartenmuseum in Konstanz, vom 16. Juli 2016 bis 30. Dezember 2016.